# بول ريتشارد هاينريش بلاسيوس
بول ريتشارد هاينريش بلاسيوس (9 أغسطس 1883 - 24 أبريل 1970) هو فيزيائي ألماني في جريان الموائع. كان من أوائل طلاب برانتل.
قدم بلاسيوس أساسًا رياضيًا لسحب الطبقة الحدية ولكنه أظهر أيضًا في وقت مبكر من عام 1911 أن مقاومة التدفق عبر الأنابيب الملساء يمكن التعبير عنها بعدد رينولدز لكل من التدفق الصفحي والمضطرب. بعد ست سنوات في العلوم، انتقل إلى مدرسة هامبورغ للمهندسين (بالألمانية: Ingenieurschule Hamburg) (اليوم: جامعة العلوم التطبيقية في هامبورغ) وأصبح أستاذًا. في 1 أبريل 1962، احتفل هاينريش بلاسيوس بعيد ميلاده الخمسين في التدريس. نشط في مجاله حتى وفاته في 24 أبريل 1970.
تتضمن إحدى أبرز مساهماته وصفًا للطبقة الحدية [الإنجليزية] ثنائية الأبعاد الثابتة التي تتشكل على لوحة شبه لا نهائية [الإنجليزية] تُثبت بالتوازي مع تدفق ثابت أحادي الاتجاه {\displaystyle U}.

## الارتباطات
قانون بلاسيوس الأول لعامل الاحتكاك المضطرب [الإنجليزية]:
{\displaystyle f/2=0.039Re^{-0.25}\,}
قانون بلاسيوس الثاني لعامل الاحتكاك المضطرب:
{\displaystyle f/2=0.023Re^{-0.22}\,}
قانون بلاسيوس لمعامل الاحتكاك في تدفق الأنابيب المضطرب:
{\displaystyle \lambda =0.3164Re^{-0.25}\,}

## وصلات خارجية
- بول ريتشارد هاينريش بلاسيوس في شجرة علماء الرياضيات